# Ceratogyrus pillansi
Ceratogyrus pillansi là một loài nhện trong họ Theraphosidae.
Loài này thuộc chi Ceratogyrus. Ceratogyrus pillansi được William Frederick Purcell miêu tả năm 1902.